# Coupe du monde de combiné nordique 1997-1998
Navigation
1996–1997 1998–1999
| \| Rovaniemi Oberwiesenthal Schonach Ramsau am Dachstein Chaux-Neuve Lahti Falun Oslo \| Les sites des compétitions en Europe. |
| Rovaniemi Oberwiesenthal Schonach Ramsau am Dachstein Chaux-Neuve Lahti Falun Oslo                                             |

| \| Steamboat Springs \| Le site de la compétition aux États-Unis. |
| Steamboat Springs                                                 |

| \| Sapporo \| Le site de la compétition au Japon. |
| Sapporo                                           |

La Coupe du monde de combiné nordique 1998 a été remportée par le Norvégien Bjarte Engen Vik.
La compétition s'est déroulée sur 14 épreuves individuelles et a débuté le 28 novembre 1997 à Rovaniemi (Finlande)
et s'est poursuivie aux États-Unis (Steamboat Springs),
en Allemagne (Oberwiesenthal et Schonach),
en Autriche (Ramsau am Dachstein),
en France (Chaux-Neuve),
au Japon (Sapporo)
de nouveau en Finlande (Lahti),
puis en Suède (Falun),
pour s'achever le 10 mars 1998 en Norvège, à Oslo.
En février, la compétition a été interrompue par les Jeux olympiques d'hiver, qui se disputaient à Nagano.

## Classement final
| Rang | Nom                 | Pays       | Points |
| ---- | ------------------- | ---------- | ------ |
| 1    | Bjarte Engen Vik    | Norvège    | 1468   |
| 2    | Mario Stecher       | Autriche   | 1440   |
| 3    | Felix Gottwald      | Autriche   | 854    |
| 4    | Todd Lodwick        | États-Unis | 848    |
| 5    | Hannu Manninen      | Finlande   | 763    |
| 6    | Sylvain Guillaume   | France     | 686    |
| 7    | Fred Børre Lundberg | Norvège    | 678    |
| 8    | Samppa Lajunen      | Finlande   | 665    |
| 9    | Christoph Eugen     | Autriche   | 638    |
| 10   | Ludovic Roux        | France     | 586    |

## Calendrier
| Étape                                                 | Date             | Épreuve                             | Vainqueur        | Deuxième          | Troisième           |
| Rovaniemi                                             |                  |                                     |                  |                   |                     |
| 1.                                                    | 28 novembre 1997 | Sprint – K90 / 7,5 km               | Samppa Lajunen   | Hannu Manninen    | Mario Stecher       |
| 2.                                                    | 29 novembre 1997 | Gundersen individuel – K90 / 15 km  | Bjarte Engen Vik | Mario Stecher     | Hannu Manninen      |
| Steamboat Springs                                     |                  |                                     |                  |                   |                     |
| 3.                                                    | 11 décembre 1997 | Sprint – K88 / 7,5 km               | Hannu Manninen   | Bjarte Engen Vik  | Mario Stecher       |
| 4.                                                    | 13 décembre 1997 | Gundersen individuel – K88 / 15 km  | Mario Stecher    | Bjarte Engen Vik  | Todd Lodwick        |
| Oberwiesenthal                                        |                  |                                     |                  |                   |                     |
| 5.                                                    | 29 décembre 1997 | Sprint – K90 / 7,5 km               | Hannu Manninen   | Bjarte Engen Vik  | Urs Kunz            |
| Schonach (Coupe de la Forêt-noire)                    |                  |                                     |                  |                   |                     |
| 6.                                                    | 3 janvier 1998   | Gundersen individuel – K90 / 15 km  | Todd Lodwick     | Sylvain Guillaume | Milan Kučera        |
| Ramsau am Dachstein                                   |                  |                                     |                  |                   |                     |
| 7.                                                    | 9 janvier 1998   | Gundersen individuel – K90 / 15 km  | Bjarte Engen Vik | Mario Stecher     | Felix Gottwald      |
| 8.                                                    | 13 janvier 1998  | Sprint – K90 / 7,5 km               | Kenneth Braaten  | Marco Zarucchi    | Urs Kunz            |
| Chaux-Neuve                                           |                  |                                     |                  |                   |                     |
| 9.                                                    | 18 janvier 1998  | Gundersen individuel – K90 / 15 km  | Milan Kučera     | Felix Gottwald    | Ludovic Roux        |
|                                                       |                  |                                     |                  |                   |                     |
| Nagano Jeux olympiques d'hiver (7 au 22 février 1998) |                  |                                     |                  |                   |                     |
|                                                       |                  |                                     |                  |                   |                     |
| Sapporo                                               |                  |                                     |                  |                   |                     |
| 10.                                                   | 28 février 1998  | Gundersen individuel – K90 / 15 km  | Bjarte Engen Vik | Mario Stecher     | Fred Børre Lundberg |
| Lahti                                                 |                  |                                     |                  |                   |                     |
| 11.                                                   | 7 mars 1998      | Gundersen individuel – K90 / 15 km  | Bjarte Engen Vik | Mario Stecher     | Fred Børre Lundberg |
| Falun                                                 |                  |                                     |                  |                   |                     |
| 12.                                                   | 10 mars 1998     | Sprint – K95 / 7,5 km               | Mario Stecher    | Bjarte Engen Vik  | Fred Børre Lundberg |
| Oslo                                                  |                  |                                     |                  |                   |                     |
| 13.                                                   | 13 mars 1998     | Sprint – K112 / 7,5 km              | Todd Lodwick     | Sylvain Guillaume | Mario Stecher       |
| 14.                                                   | 14 mars 1998     | Gundersen individuel – K112 / 15 km | Bjarte Engen Vik | Mario Stecher     | Kristian Hammer     |